# 政治正確童話
《政治正確童話》（英語：Politically Correct Bedtime Stories）是由美國作家詹姆士‧芬‧加納於1994年所寫的童話故事集。本書屬諷刺文學，作者說明為了不讓下一代受傳統童話的不良文化內容影響，所以將童話重寫，以符合現代的政治正確精神。
改寫後的故事裡，大量使用了政治正確的流行行話，刻意使用生硬的旁白與說教，融入許多現代的物品（如Spa、礦泉水、汽車等等），並常有大逆轉的故事發展與角色變化。舉例來說，小紅帽中的樵夫，在故事中不被視為解救小紅帽的英雄人物，而是一個性別主義與種族主義的闖入者；白雪公主中惡毒的繼母變成了正派的人物，七矮人和白馬王子則被描繪成沙文主義者。
《政治正確童話》是詹姆士‧芬‧加納出版的第一份作品，在美國已經售出超過250萬本，並翻譯成超過20種語言。加納之後也寫了兩本後續的作品Once upon a More Enlightened Time: More Politically Correct Bedtime Stories與Politically Correct Holiday Stories: For an Enlightened Yuletide Season,，後者以同樣諷刺的口吻，描述聖誕假期中的政治正確。1998年，這三本書被彙編成文集：Politically Correct, the Ultimate Storybook.目前，這幾本書都已經絕版。

## 內容
改編的童話是大家耳熟能詳的歐洲童話，如小紅帽、三隻小豬、白雪公主、哈姆林的吹笛手等，其中對於女性自主、動物權、職業跟個體差異等政治正確議題不正確的內容做了大幅的改寫，另外訴訟和社會運動在這一本書中不斷出現。

## 外部連結
- 加納官網上的政治正確童話區有政治正確版的木偶奇遇記（英文）
- 政治正確的床邊故事-大中華青年在線 （页面存档备份，存于）（中文）